# Novoperedelkino (metrostation)
Novoperedelkino (Russisch: Новопеределкино ) is een station aan de Kalininsko-Solntsevskaja-lijn van de Moskouse metro. Het station is onderdeel van de Solntsevskaja-radius, de zuidwestelijke verlenging van lijn 8 en is op 30 augustus 2018 geopend.

## Geschiedenis
De eerste plannen voor een metrostation in Novoperedelkino dateren uit 1973 toen werd voorgesteld om de, destijds geplande, Kievskaja-radius door te laten lopen naar het dorp Solntsevo dat kort daarvoor de status van stad had gekregen. Dit betekende een metroverbinding buiten de MKAD de toenmalige stadsgrens van Moskou. De lijn zou dan de huidige Solntsevo laan passeren en eindigen bij de voorstadshalte Novoperedelkino naast het huidige depot van de Solntsevskaja-radius. In 1985 werd een voorstel gedaan voor randlijnen om de opstoppingen in het metronet te verhelpen. In 1987 volgde een plan voor vier randlijnen die de buitenwijken langs de randen van het centrum moesten verbinden. De noordwest randlijn zou lopen van Vnoekovo in het zuidwesten naar Mytisjtsji in het noordoosten. Omdat de randlijn verder naar het zuiden doorloopt dan de Kievskaja-radius werd het tracé aangepast en het station verplaatst naar de huidige locatie bij het kruispunt Borovskoje Sjosse / Oelitsa Shjolochova. Aan het begin van de 21e eeuw lag er een plan om een “lichte-metro” (L2) te bouwen in het verlengde van de Sokolnitsjeskaja-lijn tussen Joego-Zapadnaja en Novoperedelkino. In 2011 werden de plannen tot 2020 weer tegen het licht gehouden. In april 2012 werd de verlenging naar het zuiden van de Sokolnitsjeskaja-lijn zelf voorgesteld en in september 2012 werd de L2 geschrapt. Er werd teruggegrepen op de plannen voor de noordwest randlijn waarvan het zuidelijke deel als Solntsevskaja-radius werd uitgewerkt. De Moskouse burgemeester, S. Sobjanin, verwachtte in februari 2013 de opening in september 2017.

## Chronologie
- November 2013 – maart 2014: Voorbereidende werkzaamheden.
- April 2014: Afsluiting van de Borovskoje Sjosse ter hoogte van het station en opening van omleidingen
- Juli -augustus 2014: Bouw van de startschacht
- 8 mei 2015: Begin van de bouw van het station zelf en de montage van de tunnelboormachine voor het boren van de tunnel in noordelijke richting.
- 2 februari 2017: Start van het leggen van de rails in de tunnels tussen Novoperedelkino en Rasskazovka.
- Juli 2017 : Ruwbouw van het station voltooid.
- November 2017: 80 % van het werk is voltooid waaronder de technische systemen en de verlichting.
- Maart 2018: Ondergronds is het station gereed, de technische ruimtes zijn ingericht en de verdeelhallen en het perron zijn afgewerkt. De bouw van de bovengrondse toegangsgebouwen begint.
- 28 april 2018: De bouw van het station is voltooid, de inregeling van technische apparatuur wordt uitgevoerd.
- 30 mei 2018: Het station is klaar voor gebruik.
- 21 juni 2018: Oplevering van het station.
- Augustus 2018: Proefritten naar en van het station.
- 25 augustus 2018: Technische koppeling van het nieuwe baanvak aan het bestaande deel van de Solntsevskaja-radius
- 30 augustus 2018: Opening van het station als 221e van de Moskouse metro
- 19 oktober 2018: Afwerking van voetpaden, perken en beplanting voltooid

## Ligging en inrichting
Het station ligt in de gelijknamige wijk in de westelijke okroeg van Moskou bij de kruising van de Borovskoje Sjosse / Oelitsa Shjolochova. De twee ondergrondse verdeelhallen hebben uitgangen aan beide zijden van de Borovskoje Sjosse. Voor de inrichting van de stations Novoperedelkino en Solntsevo werd een internationale prijsvraag uitgeschreven. Hierbij is als eis gesteld dat er gebruik gemaakt wordt van Russische materialen en het budget 5% van de totale kosten van het station is. De inzendingen werden beoordeeld door een professionele jury en een stemming op het inspraakportaal “De actieve burger”. De inzending van het Letse architectenbureau United Riga Architects haalde het niet bij de jury, maar werd toch de winnaar door het grote aantal stemmen op het inspraakportaal. De rechten voor het gebruik van het ontwerp werden voor 3,5 miljoen Roebel gekocht en in maart 2017 gaf de architectuurcommissie van Moskou het groene licht voor de uitvoering van het ontwerp. Het ontwerp is geïnspireerd op de bovenkamers in de Russische herenhuizen. Het plafond bestaat uit lichtbakken met LED-lampen die zijn afgedekt met melkglas. Daaroverheen zijn metalen platen geplaatst met uitgefreesde motieven van bloemen en kruiden die het licht doorlaten. De verdeelhallen zijn een gestileerde versie van de gewelfde kamers in de herenhuizen. Het perron bestaat uit licht graniet en banden van donkerder magnesiet. Langs de perronrand ligt een verlichte streep over de volle lengte van het perron. De wanden langs het spoor alsmede die van de verdeelhallen, trappen en verbindingstunnels zijn bekleed met aluminiumcomposiet.